# Astragalus daghestanicus
Astragalus daghestanicus es una especie de planta del género Astragalus, de la familia de las leguminosas, orden Fabales.

## Distribución
Astragalus daghestanicus se distribuye por Cáucaso (Daguestán).

## Taxonomía
Fue descrita científicamente por Grossh. Fue publicada en Types Veg. N. Pt. Mount. Daghest. 64 (1925).